# Sheldon Lee Glashow
Sheldon Lee Glashow (ur. 5 grudnia 1932 w Nowym Jorku) – amerykański fizyk teoretyk, noblista, profesor uniwersytetów Stanforda, Berkeley i Harvarda.
Nagrodę Nobla w dziedzinie fizyki otrzymał w 1979 roku, wraz z Abdusem Salamem i Stevenem Weinbergiem – za prace nad jednolitą teorią wzajemnego słabego i elektromagnetycznego oddziaływania cząstek elementarnych.